# 십 (음반)
십(중국어: 10號, 영어: Edmond 10)은 양한문 15집으로 알려져 있는 양한문의 정규 음반이다. 이 음반의 타이틀곡은 칠우(七友)이다. 2003년 발매되었다.

## 수록곡
1. 령비령 (零比零)
2. 일소시충인 (一小時沖印)
3. 이견종정 (二見鍾情)
4. 삼댁일생 (三宅一生)
5. 피두사 (披頭四)
6. 501
7. 666
8. 칠우 (七友)
9. 팔 (八)
10. 구구구 (九九九)

## 같이 보기
- 양한문